# Rosos Pál Sándor
Szentkirályszabadjai Rosos Pál Sándor (Sümeg, Zala vármegye, 1751. január 15. – Veszprém, Veszprém vármegye, 1809. június 17.) filozófiai és teológiai doktor, 1808-tól veszprémi püspök, valóságos belső titkos tanácsos, az apostoli szent szék protonáriusa.

## Élete
A nemesi származású szentkirályszabadjai Rosos család sarja. Apja szentkirályszabadjai Rosos János, püspökségi uradalmi igazgató, Veszprém vármegyei főjegyző, földbirtokos, anyja nagymadi és várbogyai Bogyay Magdolna (1728–1798) volt. Az anyai nagyszülei nagymadi és várbogyai Bogyay József, földbirtokos és csúzi és pusztaszentmihályi Csúzy Krisztina (1700–1760) voltak. Keresztszülei, nemes Sándorffy Sándor, és felesége, nyírlaki Tarányi Terézia voltak, akik egyben Kisfaludy Sándor anyai nagyszülei voltak.
Növendékpapnak vették fel a veszprémi püspöki egyházmegyébe, majd a Nagyszombati Egyetemre küldték a felsőbb tudományokban való kiképzésére. Miután nagyszombatban filozófiai és teológiai doktori címet szerzett, visszatért Veszprémbe, ahol a püspök helyettes titkára, később szentszéki jegyző volt. 1778. július 22-én kanonokká nevezték ki. Az 1790. és az 1792. évi országgyűlésen a káptalan képviselője volt. 1790-ben egyúttal lemondott a korábban 6 évig viselt pesti királyi tábla ülnöki tisztségéről, és a bécsi magyar udvari kancelláriához ment ülnöknek.
1808. április 29-én pedig veszprémi püspöknek nevezték ki, és ugyanez év szeptember 7-én Pozsonyban ő végezte el Ludovika magyar királyné koronázásának szertartását. A Ludovika Akadémiára 10.000 forintot adományozott. Nem kormányozta sokáig egyházmegyéjét, mert már a következő évben 58 évesen elhunyt.

## Művei
1. Dissertatio juris publici universalis de interna rerum publicarum securitate. Pestini, 1777
2. Positiones ex jure ecclesiastico, et patrio, quas... publice propugnandas suscepit. Agriae, é. n.

Temetéséről a következő gyászbeszéd maradt fenn: Néh. nagym. és főt... Rosos Pál veszprémi püspök... gyászos..., halálát kesergi hideg tetemeinél hazafi. Veszprém, 1809.